# 남윤호
남윤호(본명 유대식, 1984년 12월 15일 ~ )는 대한민국의 배우이다.

## 학력
- 로얄 할로웨이, 런던대학교 BA Media Arts 학사
- 미국 캘리포니아 대학교 로스앤젤레스(UCLA) MFA Acting 대학원 연기전공 석사
- 영국 왕립연극학교(RADA) MA Theare Lab 대학원 연기전공 석사

## 출연작

### 연극
- 《보도지침》 - 최돈결 역
- 《더 코러스 ; 오이디푸스》 - 오이디푸스 역
- 《인코그니토》 - 헨리 메이슨 역 외
- 《에쿠우스》 - 알런 스트랑 역[4]
- 《페리클레스》 - 페리클레스 역[5]
- 《더 정글 북》 - 코틱 역 외
- 《히에론, 완전한 세상》 - 유리 역
- 《홀스또메르》 - 밀르이, 코러스 역
- 《로미오 & 줄리엣》 - 줄리엣 역
- 《로맨티스트 죽이기》 - 코러스 역

### 영화
- 《서울의 봄》 (2023년) - 강동찬 역

### 드라마
- 《운수 오진 날》 (TVING, 2023년) - 박 형사 역
- 《The 8 Show》 (Netflix, 2024년) - 감독 역
- 《가족계획》 (쿠팡플레이, 2024년) - 윤명환 역
- 《악연》 (Netflix, 2025년) - 최 형사 역
- 《나인 퍼즐》 (Disney+, 2025년) - 노재욱 역
- 《미지의 서울》 (tvN, 2025년) - 미지, 미래의 아버지 / 박상영 역
- 《서초동》 (tvN, 2025년) - 차정호 역